# حزب نهضة بنين
حزب نهضة بنين (بالفرنسية: Parti de la renaissance du Bénin)‏ هو حزب معارض ليبرالي إلى حد ما في بنين. تأسس الحزب في عام 1992 على يد السيدة الأولى آنذاك روزين فييرا سوغلو، التي أصبحت أول امرأة من بنين تؤسس حزباً سياسياً جديداً.  وترأست فييرا سوغلو الحزب بعد تأسيسه.  يقوده نيكيفور سوغلو، الذي كان رئيسًا لبنين من 1991 إلى 1996 ثم عمدة كوتونو لاحقًا.
أسست روزين فييرا سوغلو الحزب لتقديم الدعم السياسي لزوجها، الرئيس آنذاك نيكيفور سوغلو، الذي كان يفتقر إلى دعم النخبة السياسية في بنين.  نجحت في البداية، حيث فاز الحزب بـ 20 مقعدًا من 83 مقعدًا في الجمعية الوطنية في الانتخابات البرلمانية لعام 1995 في بنين.  ومع ذلك، هُزم الرئيس نيكيفور سوغلو، الذي كان يسعى لإعادة انتخابه، من قبل الرئيس السابق ماثيو كيريكو في الانتخابات الرئاسية لعام 1996 في بنين. 
كان سوغلو مرشح الحزب في الانتخابات الرئاسية في مارس 2001، وحصل على المركز الثاني بنسبة 27.1٪ من الأصوات الشعبية في الجولة الأولى، لكنه قاطع الجولة الثانية. في الانتخابات البرلمانية التي أجريت في 30 مارس 2003، فاز الحزب بـ 15 مقعدًا من أصل 83 مقعدًا.
في أوائل أغسطس 2005، اختار الحزب نجل سوجلو ليهادي سوغلو كمرشح للانتخابات الرئاسية في مارس 2006.  لم يتمكن سوغلو الأب من الترشح بسبب الحد الدستوري لسن 70 عامًا للمرشحين. في الانتخابات، حصل ليهادي سوغلو على 7.92٪ من الأصوات واحتل المركز الرابع.
في الانتخابات البرلمانية التي جرت في مارس 2007، شارك الحزب في التحالف من أجل الديمقراطية الديناميكية،  الذي فاز بما مجموعه 20 مقعدًا.